# De Verdwenen Menora
De Verdwenen Menora is een historische thriller geschreven door Jan en Sanne Terlouw, uitgegeven in april 2013 door uitgeverij De Kring. Het boek beschrijft de fictieve geschiedenis van de menora uit de Tweede tempel in Jerusalem en een hedendaagse zoektocht hierna. De reis van de menora loopt langs belangrijke punten van de Joodse geschiedenis.
Het boek bestaat uit twee delen met in totaal 136 hoofdstukken. In het eerste deel wisselen de hoofdstukken tussen het heden en verleden. Het tweede deel speelt zich geheel in het heden af.

## Verhaal

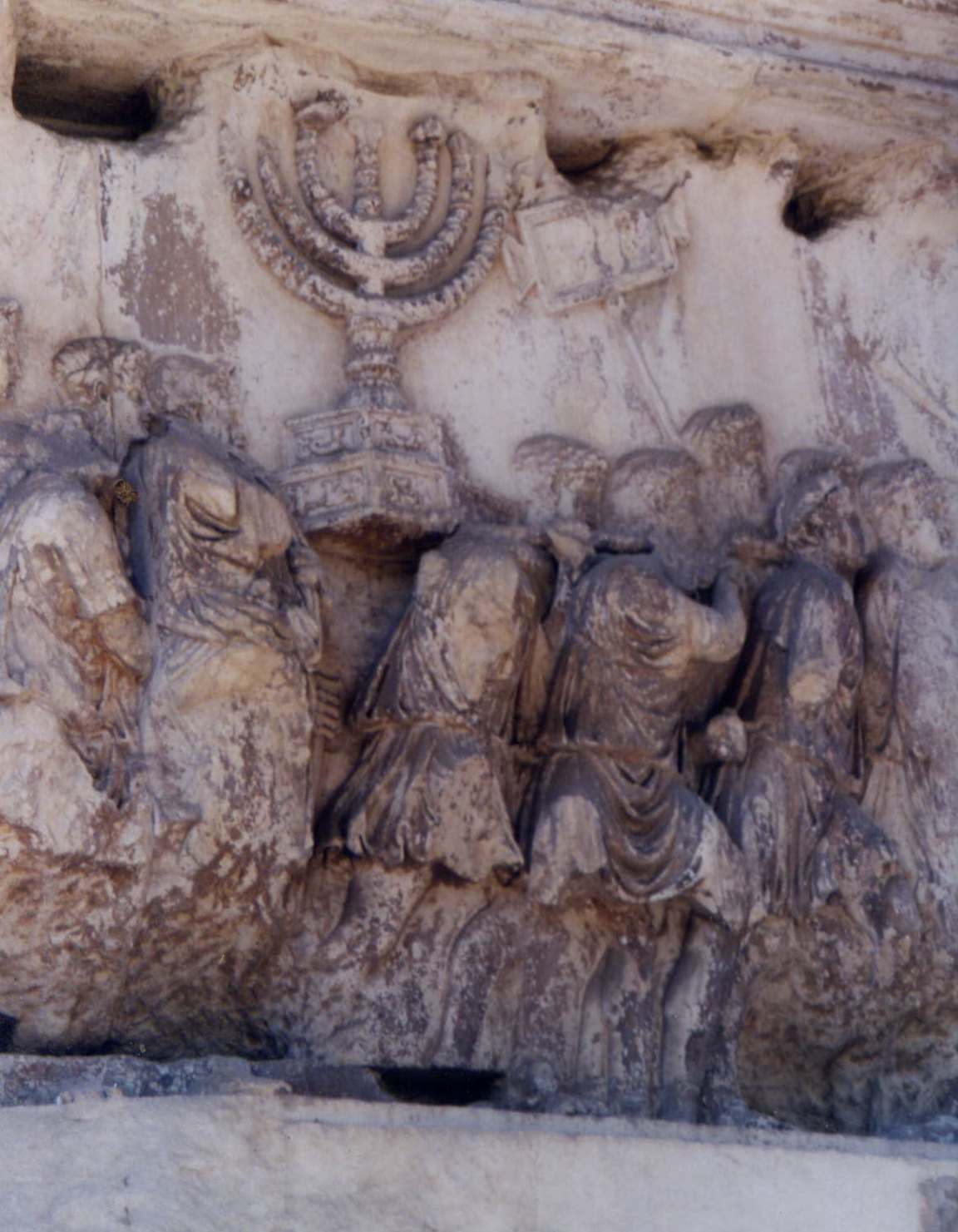
Triomfboog van Titus, Rome. De menora uit de Tempel wordt als krijgsbuit meegevoerd.

In de Sint-Janskathedraal in 's-Hertogenbosch wordt een pater vermoord, die daar 's nachts aanwezig was. Ook in het huis van de pater wordt de huishoudster dood aangetroffen. De politie vindt in eerste instantie geen aanwijzingen. De zoon van de pater (hij is pas na een huwelijk pater geworden) Ben Lorentz gaat samen met Simone op onderzoek uit. De moeder van Ben is joods bij geboorte, maar tijdens de Tweede Wereldoorlog katholiek opgevoed en het blijkt dat de vader van Ben informatie heeft gevonden over de verdwenen menora uit de Tweede Tempel. Een brief uit de zestiende eeuw geeft een beschrijving van de menora, maar heeft de geadresseerde nooit bereikt. De brief is in tweeën gesneden en gebruikt om de binnenkant van een kaft te verstevigen. 
Het eerste stuk van het eerste deel houdt de beschrijving van de menora aan uit De Joodse oorlog van Flavius Josephus. De menora uit de Tweede Tempel wordt meegenomen naar Rome als buit in het jaar 70. (dit is een historisch gegeven). Na de plundering van Rome in 455 door de Vandalen wordt de menora meegenomen. De fictieve reis van de menora gaat langs belangrijke plaatsen in de Joodse geschiedenis, waaronder Spanje, Polen, Litouwen en Praag.
In het tweede deel van het boek komt de strijd tussen twee groeperingen aan het licht. De eerste groepering is een (fictief) dispuut van Sint Pius X. Zij proberen om religieuze redenen de menora in handen te krijgen om hiermee de joden dwars te zitten. De tweede groep is de Temple Mount and Eretz Yisrael Faithful Movement, een Joodse organisatie die de menora in handen wil krijgen om een derde tempel te bouwen in Jerusalem.
De menora blijkt uiteindelijk in het Joods museum in Praag te staan. Deze ontdekkingen houden Ben en Simone geheim, aangezien de ontdekking van de menora tot grote spanningen in Israël en elders zouden inhouden.

## Trivia
- Nadat Jan en Sanne Terlouw bij het Vaticaan geïnformeerd hadden of de menora in hun bezit was, kregen zij als reactie 'We are happy to inform you that the menora has been destroyed'. Dit is opgenomen in de fictieve zoektocht naar de menora in het boek.